# توماس فيلد
توماس فيلد (بالإنجليزية: Thomas Field)‏ هو سياسي نيوزلندي، ولد في 1859 في أستراليا، وتوفي في 1937. انتخب عضو مجلس النواب نيوزيلندا.